# 霍恩林登戰役
霍恩林登戰役（法語：Bataille de Hohenlinden）發生於1800年12月3日，是法国大革命战争第二次反法同盟期間的一場戰役。讓·維克托·莫羅將軍指揮的法軍在此役擊敗約翰大公領軍的奧地利與巴伐利亞聯軍，迫使後者向後潰退，無奈之下只得請和，實質上結束第二次反法同盟戰事。
莫羅將軍率5.6萬法軍與6.4萬反法聯軍交鋒，詐敗使奧軍誤以為法軍無心作戰。約翰大公遂主動出擊兵分四路，穿過密林朝部署在霍恩林登平原上的法軍推進，然各部隊互不聯繫。莫羅於是趁其甫出埃伯斯貝格森林之際發起伏擊，並派遣安托萬·里什龐斯率部突襲奧軍左翼。法軍各師將領表現出色，遂成功包圍並擊潰奧軍主力。
霍恩林登的決定性勝利，與6月14日法軍於馬倫戈戰役之勝相輔相成，終結第二次反法同盟戰爭。奧地利最終在1801年2月簽訂《呂內維爾條約》，承認法國對萊茵河以西之控制權，並接受法國在義大利及尼德蘭所扶植之傀儡政權。之後1802年，法英締結《亞眠和約》，雙方進入反法同盟戰爭期間最長之和平時期。

## 背景

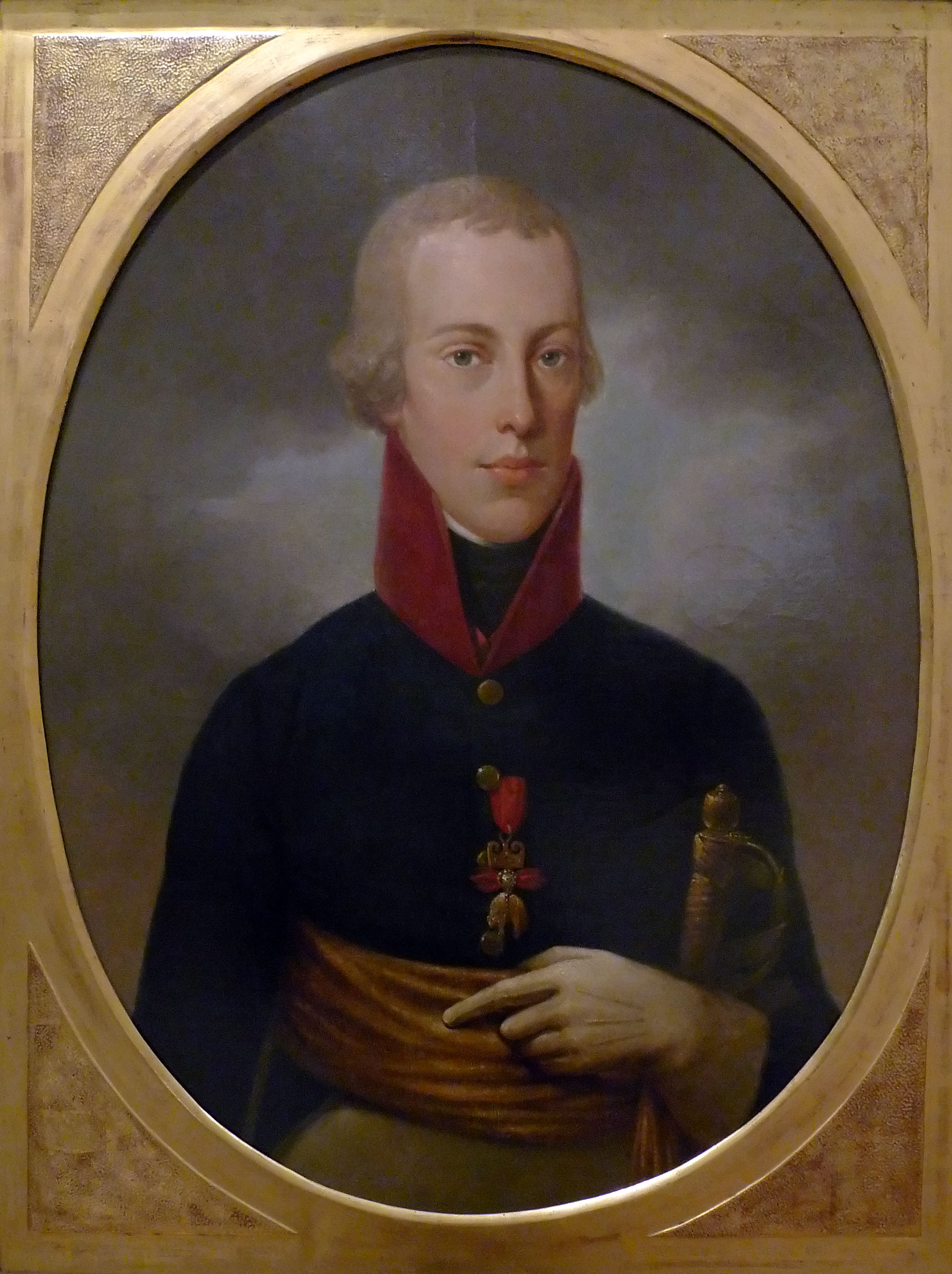
約翰大公

1800年4月至7月，莫羅將軍率領法軍接連在史塔卡赫戰役、梅斯基希戰役、比伯拉赫戰役及赫希施泰特战役中取勝，將奧軍由萊茵河一路逼退至因河。7月15日，交戰雙方達成停戰協議，神聖羅馬皇帝弗朗茨二世將原奧軍司令保羅·克賴解職。奧地利國務總理約翰·阿馬多伊斯·馮·圖古特先是邀請斐迪南大公及約瑟夫大公接任統帥，但二人皆予以婉拒。其後，弗朗茨二世欲任命其弟卡爾大公接掌軍隊，惟後者亦加以推辭，最終改由年僅18歲、經驗尚淺的約翰大公出任統帥。弗朗茨考慮到約翰難以勝任此重任，任命弗朗茲·馮·勞爾為其副手，並指示約翰須聽從勞爾的指揮。之後，弗朗茨還任命弗朗茲·馮·魏羅特擔任該軍參謀長，加大了奧軍指揮體系的混亂。
9月，雙方續簽停戰協議。11月12日，莫羅按照該協議通知奧方戰事即將重啟。奧軍參謀長魏羅特於是決定採取攻勢戰略，並說服約翰與勞爾兩人。他計畫先於兰茨胡特殲滅法軍左翼，隨後南下，於慕尼黑西側切斷莫羅的補給線。然而奧軍統帥部發現其部隊行動過於遲緩，難以執行此一計畫，遂在勞爾的建議下，改以直接進攻慕尼黑為目標。儘管如此，此次突進仍使莫羅的法軍措手不及，並成功在局部戰場取得兵力優勢。
12月1日，雙方於安普芬交戰，奧軍擊退保羅·格勒尼耶將軍指揮的法軍左翼部隊。然而儘管法軍兵力劣於對手，仍以1,700人傷亡的代價，殺傷奧軍3,000人。奧軍統帥部因為法軍撤退而鬥志高昂，約翰大公與魏羅特遂無視勞爾的謹慎建議，下令全軍展開追擊，認為法軍已然潰敗。然而法軍的撤退行動僅是莫羅的誘敵之計，他決定在霍恩林登平原開闊地帶部署軍隊，準備迎戰。而反法聯軍則需經密林沿正西方向挺進，以接近法軍陣地。

## 計劃

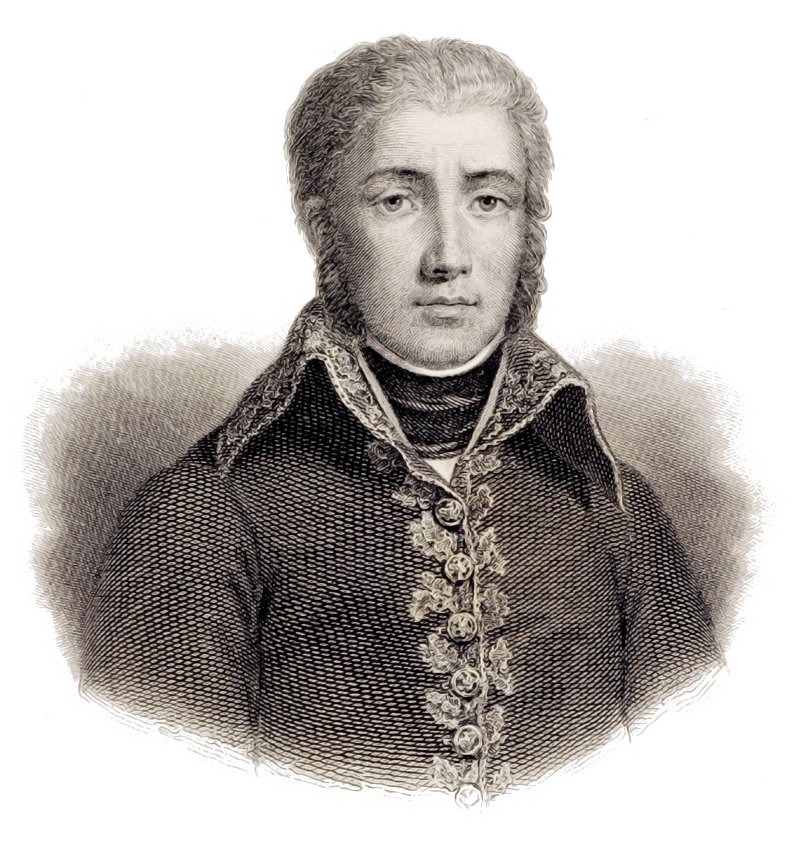
讓·維克托·莫羅

莫羅麾下共有兩個軍，分別為保羅·格勒尼耶的左翼軍與其親率的預備軍。其中克洛德·勒格朗師、路易·巴斯圖爾師與米歇尔·内伊師隸屬於前者，而让-约瑟夫·安热·多普尔師、安托萬·里什龐斯師、夏爾·德康師與埃马纽埃尔·德·格鲁希師隸屬於後者。他將上述部隊中的四個步兵師佈置在主防線，面向東方展開。這些部隊由北至南分別為：勒格朗師（7,900人）、巴斯圖爾師（6,300人）、内伊師（9,600人）及格鲁希師（8,600人）。此外莫羅還部署一支由普尔將軍指揮的1,700名重騎兵作為預備隊。而在埃伯斯貝格附近的南方地區，法軍另有兩個師駐守，分別為里什龐斯師（10,700人）及德康師（10,100人）。莫羅的計畫是讓里什龐斯師在德康師的協助下向東北方向推進，以攻擊奧軍左翼（即南翼），而法軍主防線則在開闊地帶靈活機動，以便在奧軍穿越森林時發動反擊。
奧軍根據魏羅特所擬定的戰役計畫，以四個縱隊向西推進。由北至南依次為：金迈尔右翼縱隊（16,000人）、拉圖爾右翼中央縱隊（10,800人）、科洛弗瓦特左翼中央縱隊（20,000人）及里施左翼縱隊（13,300人）。奧軍的三個南方縱隊主要沿著哈格至霍恩林登的主幹道前進，而金迈尔的右翼縱隊則沿伊森河谷從多尔芬至伦多夫，再南下至伊森，從東方迫近霍恩林登平原的東側。奧軍總司令約翰大公親率科洛弗瓦特的縱隊前進，經主幹道上的東-西向高速路推進。拉圖爾的部隊則沿著該道路以北的小道行軍，而里施則沿著該道路以南的支線前進。奧軍縱隊之間因為當地地勢森林密布、道路狀況惡劣，再加上指揮體系混亂，而缺乏有效的相互支援。此外，奧軍統帥部誤判形勢，誤以為法軍正處於撤退狀態，因而急於追擊，試圖在敵軍完全撤離前將其截擊。

## 戰鬥

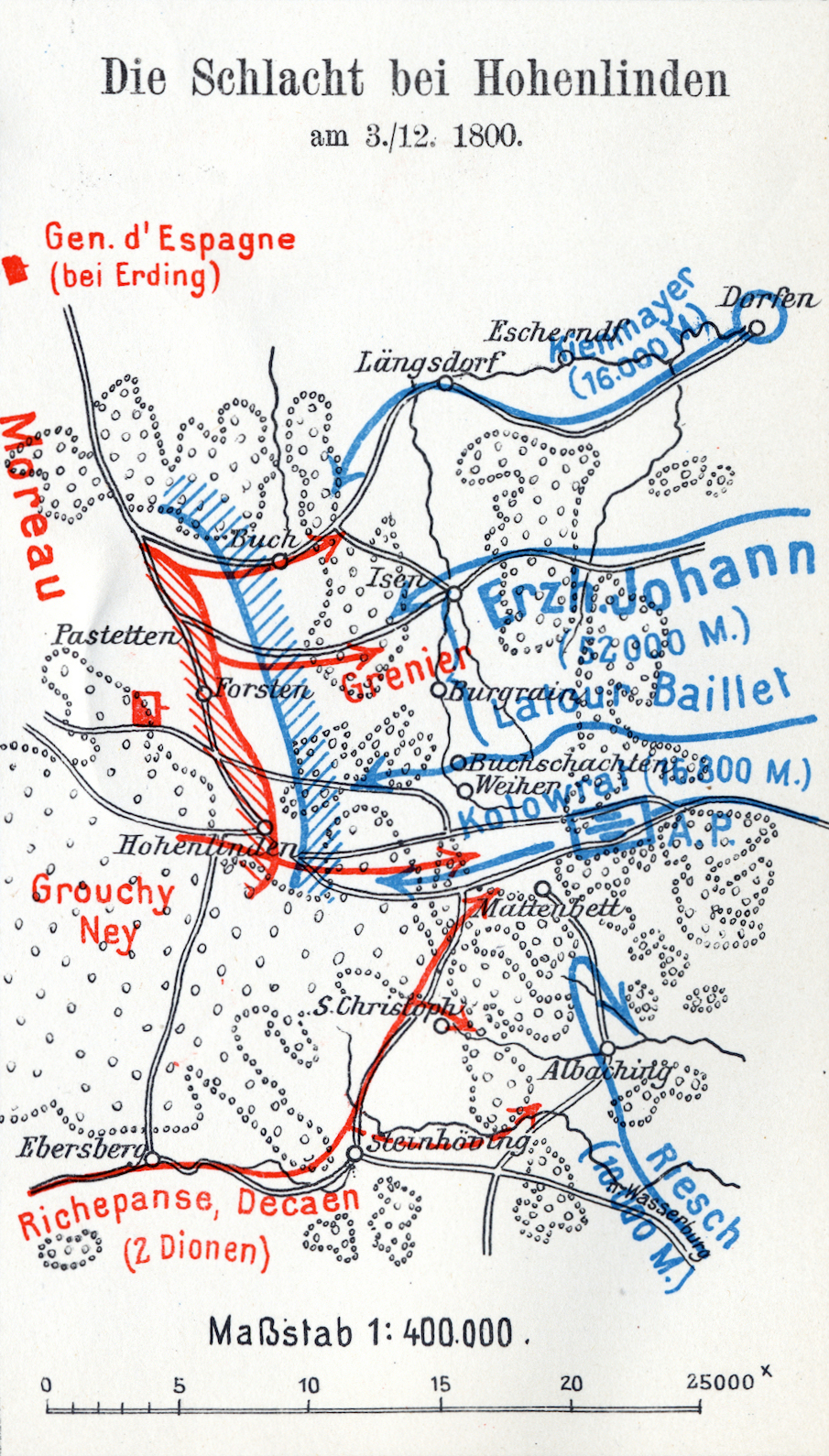
霍恩林登戰役計劃

### 科洛弗拉特與格魯希交火
奧軍各縱隊於黎明時分開始行軍。科洛弗瓦特的部隊沿著全天候道路推進，頂著風雪仍以良好速度進軍。上午7時，弗朗茨·勒珀爾指揮的前鋒部隊與格魯希師麾下由皮埃爾-路易·德·馬爾科涅上校所率的第108線列步兵半旅於密林深處發生激戰。第108半旅起初頑強抵抗穩住防線，但隨後被萊裡奧·斯潘諾奇將軍指揮的奧軍一個擲彈兵營從側翼擊退。之後，科洛弗瓦特再派遣伯恩哈德·埃拉斯穆斯·馮·德羅伊少將的巴伐利亞旅，並增派第二個擲彈兵營，以擴大戰果。
當奧軍突破樹線時，格魯希親率一支強大的步兵與騎兵部隊發動反擊。科洛弗瓦特的軍隊頓時潰退，其中法軍第11獵騎兵團衝破一個擲彈兵方陣，而第4驃騎兵團則攻陷了一座火砲陣地。科洛弗瓦特因其部損失五門大炮，決定暫緩攻勢，等待拉圖爾與里施縱隊抵達側翼以協同作戰。他因為擔心左翼空虛，命令兩個擲彈兵營回撤，以尋找里施縱隊的位置。

### 進攻格勒尼耶翼

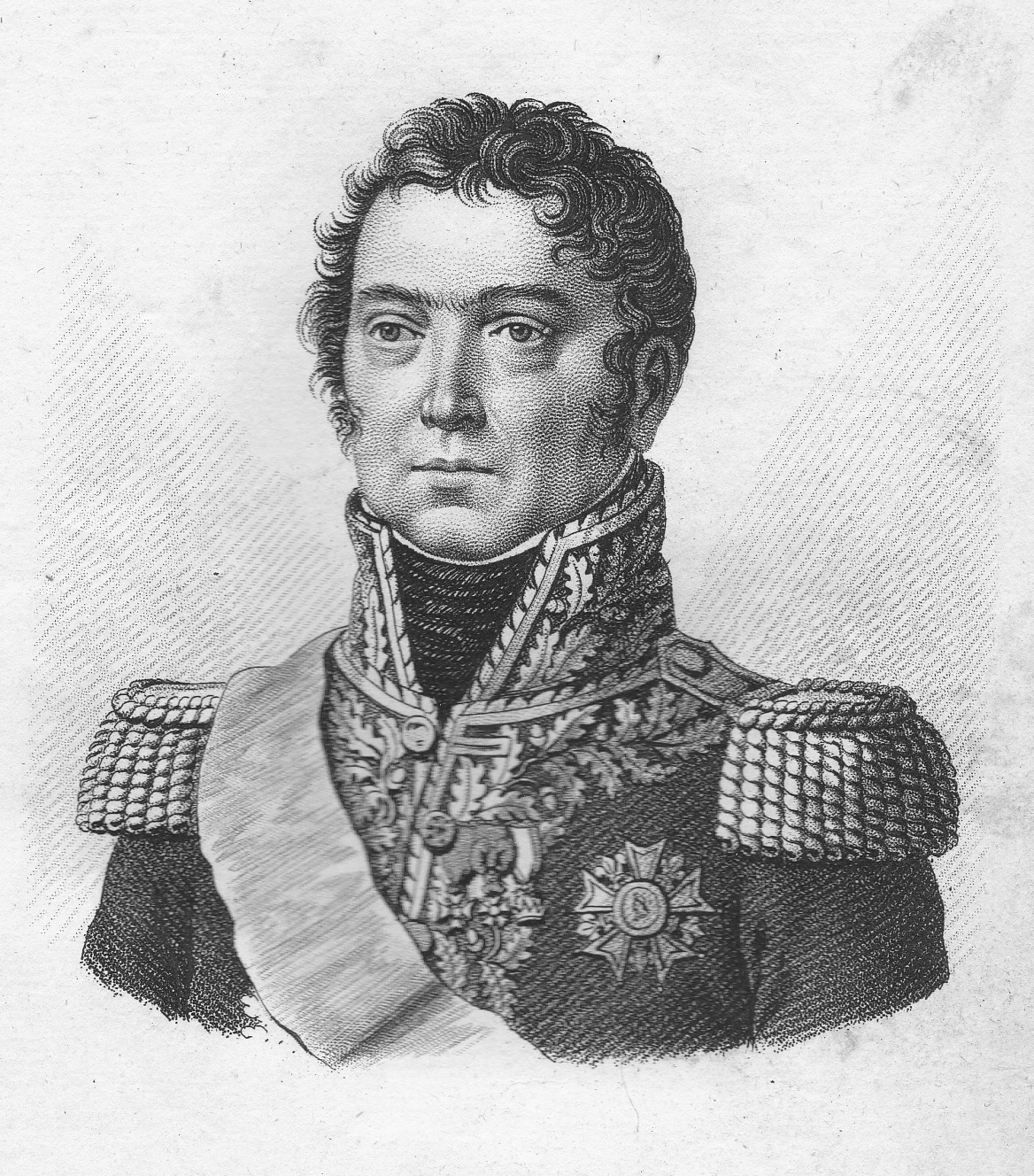
保羅·格勒尼耶

在北方，金邁爾率軍掃蕩了法軍駐守伊森的前哨部隊，法軍則按計畫向西撤退，退回至格勒尼耶部隊的主防線。由施瓦岑貝格指揮的金邁爾左翼師向西南推進，與巴斯圖爾及內伊的兩個師猛烈交戰。奧軍一支部隊攻占福斯滕鎮，但莫羅立即投入多普爾普爾所率預備騎兵部隊，協助奪回該地。隨後，雙方在自北向南連成一線的塔丁、韋廷、克賴林及克羅納克等村莊展開拉鋸戰。其中，奧軍第55「默里」步兵團在僅距霍恩林登1.3公里的克羅納克村中的戰鬥表現出色。而在最北側，斐迪南大公指揮的師開始在哈特霍芬村附近與勒格朗師交戰。
拉圖爾率縱隊在泥濘的森林小道上艱難行軍，又遇風雪交加的惡劣天候，導致進度嚴重落後。至上午10時，其縱隊仍遠遠落在科洛弗瓦特縱隊後方。此時，前方清晰可聞金邁爾與科洛弗瓦特戰線的炮火聲，更令其憂慮的是，來自南方的戰鬥聲響也逐漸增強。拉圖爾在此情況下作出異常決策，將黑森-洪堡親王腓特烈與霍恩洛厄-英戈爾芬根親王腓特烈兩位將軍的師拆分為多支小型戰鬥隊伍。他派出一個步兵營與六個騎兵中隊向北搜尋金邁爾，又令一個步兵營與四個騎兵中隊向南尋找科洛弗瓦特。接著，他將主力推進至米特巴赫村後，再拆派兩個步兵營與兩個騎兵中隊支援施瓦岑貝格的進攻，另派三個步兵營與一個炮兵連前往協助科洛弗瓦特，僅留下三個步兵營與六個騎兵中隊供己指揮。

### 里什龐斯的包抄

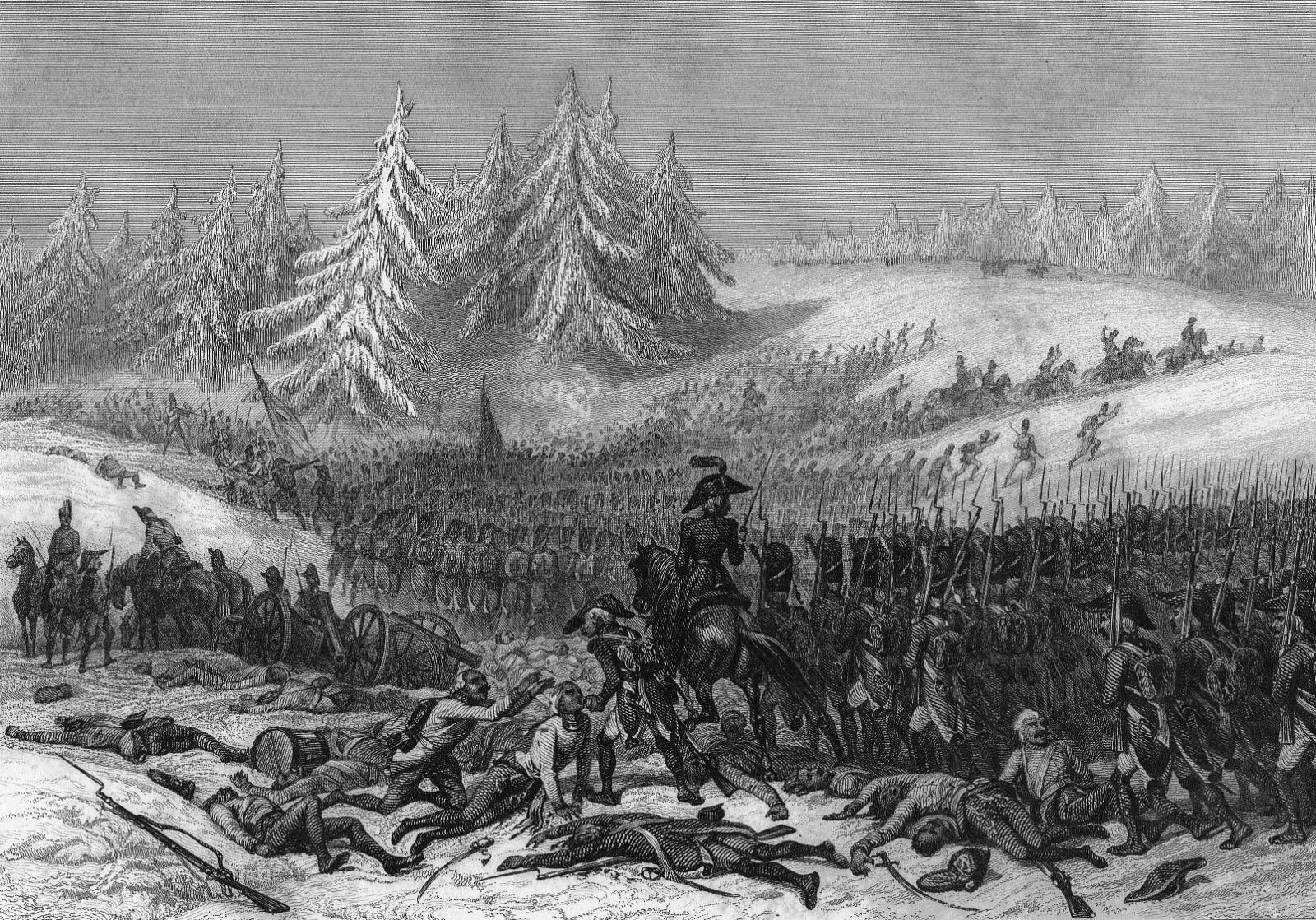
里什龐斯的進軍

里施的縱隊如同拉圖爾，需在惡劣的道路與暴風雪中行軍，因此嚴重落後於科洛弗瓦特縱隊，直到上午9時30分才抵達阿尔巴兴。結果，里什龐斯所率師成功繞行至里施前方。然而里什龐斯的部隊在行至聖克里斯托夫村時，恰巧遇上科洛弗瓦特先前派來尋找里施的兩個擲彈兵營，這支奧軍部隊意外地將法軍縱隊攔腰截斷。里什龐斯面對此危局，果斷地留下德隆將軍率領的後衛旅應戰，自己則則親率前鋒旅繼續向北進軍
里什龐斯以第八線列半旅與第一獵騎兵團為前鋒，迅速占領迈滕贝特村，並推進至主幹公路。此時，他遭遇約翰·馮·列支敦士登親王所率奧軍騎兵縱隊。他為了應對克里斯蒂安·沃爾夫斯克爾少將率領的胸甲骑兵衝鋒，命令第四十八線列半旅沿公路向西機動，並意識到此舉將直插科洛弗瓦特縱隊的後方，遂令該部兵力三個營並排展開，兩翼派出散兵掩護。同時，魏羅特聽見東側槍聲，遂從科洛弗瓦特縱隊中抽調三個巴伐利亞營前去偵察，結果這些部隊陷入了與德魯埃部隊的激戰。不久後，又有弗雷德少將率領的兩個巴伐利亞營趕來，堵住里什龐斯的去路。然而，法軍第四十八線列半旅很快擊潰弗雷德部隊，魏羅特則在戰鬥中負傷。
另一方面，里施雖然得知附近有兩個法軍師活動，但他面並未立即投入戰鬥，而是選擇謹慎等待其掉隊部隊在阿尔巴兴集結完畢。然而，他最終犯下了與拉圖爾相同的錯誤。他將手下兩個強大的師，伊格納茨·久洛伊與馬克西米利安·馮·默費爾特將軍所部，拆分為五支小型縱隊，分別沿不同的森林小道推進，剩餘的三個營與大部分騎兵則留守作為預備隊。

### 奧軍失利

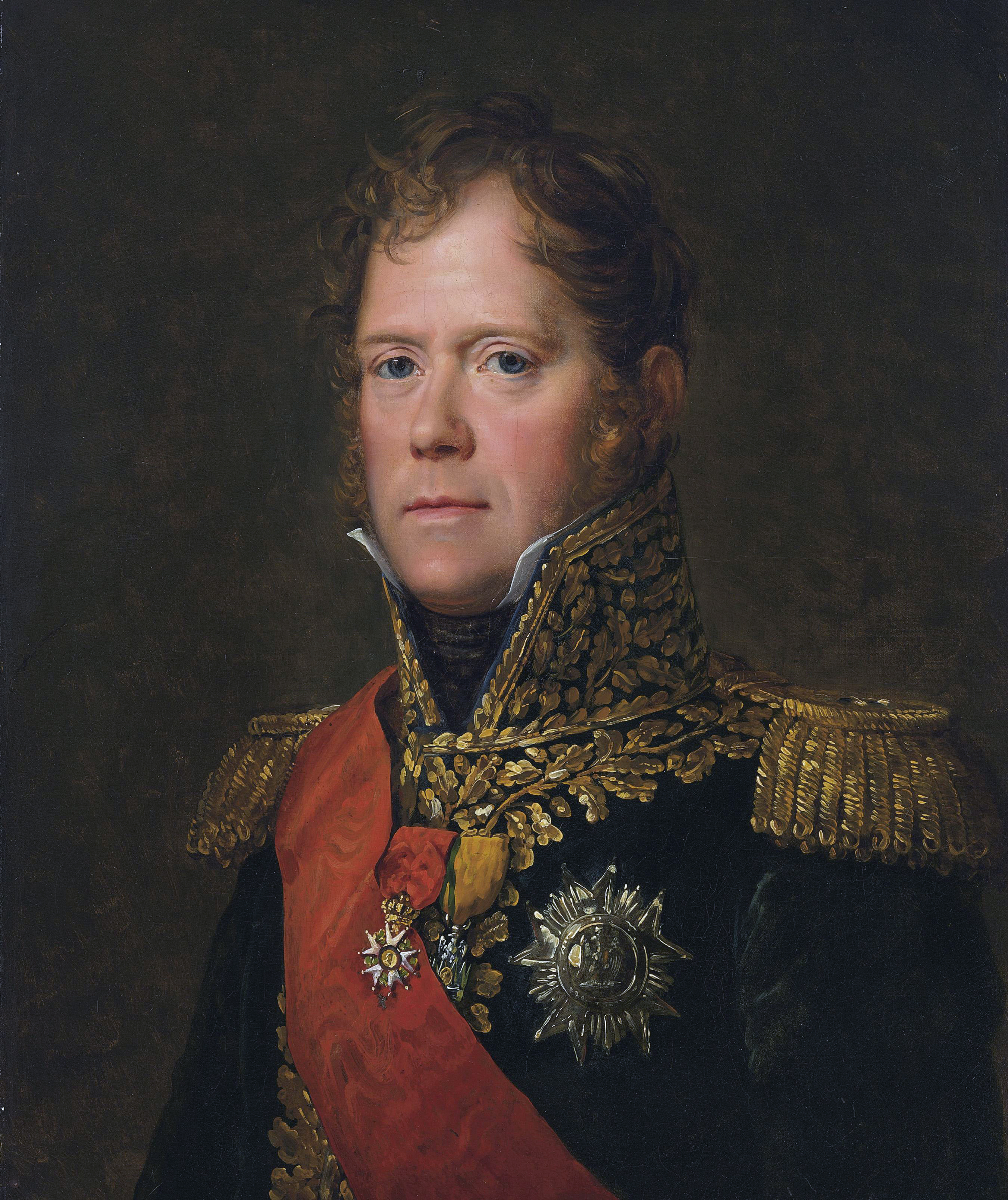
米歇爾·內伊

上午11時，德康率部抵達戰場南緣，支援德魯埃准將所部。當時戰場局勢極為混亂，暴風雪使各部隊在能見度極低的環境中錯誤交戰。然而，新投入的法軍終於突破敵軍防線。德魯埃率軍北上至公路地帶，加入法軍第八線列半旅對抗列支敦士登親王指揮的奧軍騎兵。與此同時，德康率軍向東進攻里施，由波蘭多瑙軍團打頭陣，法軍逐一擊破里施所屬的小縱隊，將其擊退至阿爾巴興高地。儘管如此，里施仍設法固守山頂陣地，俘獲500名法軍士兵，但自身亦付出900人傷亡的代價。
莫羅察覺勝機來臨，於中午下令格勒尼耶所屬各師與格魯希師發動全面攻擊。內伊雖未能突破拉圖爾縱隊的正面，但在轉向右翼後，猛攻科洛弗瓦特縱隊，迅速突破其防線，俘獲1,000名奧軍士兵並繳獲10門火砲。格魯希亦重新發動攻勢，與內伊、里什龐斯形成三面包圍之勢，終於徹底瓦解科洛弗瓦特縱隊，使之潰不成軍。約翰大公策馬疾馳方才逃脫，但大批奧軍與巴伐利亞軍因士氣崩潰而成群投降，法軍並繳獲60餘門火砲。
拉圖爾見潰兵蜂擁逃入附近森林，遂決定放棄戰場，退往伊森，拋下金邁爾自力求存。當金邁爾獲悉科洛弗瓦特全軍覆滅後，隨即命令所屬各師撤退。奧軍斐迪南大公在北翼短暫與法軍勒格朗師交戰後，遂率部撤離，由卡爾·馮·文森特少將指揮的龍騎兵旅掩護後撤。勒格朗報告其損失不足300人，但成功俘獲500名敵軍並繳獲3門火砲。幸賴施瓦岑貝格在指揮上的傑出表現，其師得以脫離險境。一名法軍軍官曾在作戰期間舉議和旗前來勸降，惟施瓦岑貝格成功組織撤退，於當日晚間將部隊安全帶回，未損一門火砲。

## 後果

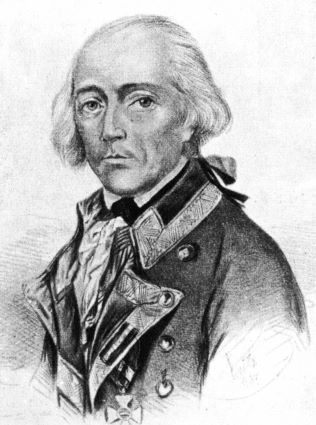
弗朗茨·勞爾

奧軍報告稱其在此役共有798人陣亡、3,687人負傷，另有7,195人被俘，還有50門火砲及85具炮彈運輸車被法軍繳獲。巴伐利亞軍則傷亡較小，僅24人陣亡、90人負傷，但其損失亦包括1,754名俘虜、26門火砲及36具炮彈運輸車。總計，反法聯軍約有4,600人傷亡，另有8,950名士兵與76門火砲被俘。法軍則承認自身損失1,839名士兵、一門火砲與兩具炮彈運輸車。然而，由於數個部隊未能提交完整戰報，莫羅所率法軍的實際傷亡人數應不低於3,000人。
奧軍統帥部在戰役失敗後將勞爾當作替罪羊，將其勒令退休。約翰大公則將主要責任歸咎於里施將軍，指責其行動遲緩，但同時亦認為拉圖爾與金邁爾同樣難辭其咎。魏羅特則未受責難，但其名聲最終因在1805年的奧斯特利茨戰役中所擬定的戰略而蕩然無存。巴伐利亞中將克里斯蒂安·馮·茨韋布呂肯則將失敗歸因於奧軍的無知與無能。奧軍諸將除了施瓦岑貝格外，幾乎毫無戰場主動性。反觀法軍方面，莫羅麾下的各師表現皆極為優異，尤以里什龐斯之表現最為突出。
約翰大公下令其士氣低落的部隊撤退，莫羅則從容追擊，直至12月8日才加快步伐。自此起的15日內，法軍挺進300公里，並俘獲2萬名奧軍士兵。12月9日，克洛德·勒古布率領法軍右翼於罗森海姆擊潰里施部隊。12月14日，奧軍於萨尔茨堡暫時阻擋下勒古布的進攻。然而其部隊在隨後一週內的連續戰鬥中愈發潰散，其主要戰敗地點包括：诺伊马克特、弗兰肯马克特、施瓦嫩施塔特、弗克拉布魯克、兰巴赫、克雷姆斯明斯特。里什龐斯將軍在這期間再次展現傑出軍事才華，極大地擾亂並摧毀奧軍撤退的秩序。12月17日，卡爾大公接替其弟約翰指揮軍隊，然而此時奧軍已如驚弓之鳥，潰不成軍，最終在法軍推進至距維也納僅80公里處時被迫請求停戰。12月25日，莫羅同意簽訂停戰協議，雙方於1801年2月正式簽署《呂內維爾條約》，鞏固了法國對萊茵河以西地區的控制權。這場大捷不僅實質上結束了第二次反法同盟戰爭，也使勝利的功臣莫羅成為拿破崙潛在的政治對手。

## 註腳
1. ↑  Arnold（2005年），第275页
2. ↑  Arnold（2005年），第277页
3. 1 2  Arnold（2005年），第206页
4. ↑  Rothenberg（1982年），第64页
5. 1 2  Arnold（2005年），第213-214页
6. ↑  Connelly（2012年），第114页
7. ↑  Arnold（2005年），第219-221页
8. 1 2  Arnold（2005年），第223页
9. ↑  Arnold（2005年），第225页
10. ↑  Arnold（2005年），第222页
11. ↑  Arnold（2005年），第229–230页
12. ↑  Arnold（2005年），第230–233页
13. ↑  Arnold（2005年），第233–234页
14. ↑  Arnold（2005年），第233页
15. ↑  Arnold（2005年），第237页
16. ↑  Arnold（2005年），第237-243页
17. ↑  Arnold（2005年），第235页
18. 1 2  Arnold（2005年），第243–244页
19. ↑  Arnold（2005年），第248页
20. ↑  Arnold（2005年），第247页
21. ↑  Arnold（2005年），第248-249页
22. ↑  Arnold（2005年），第253页
23. ↑  Arnold（2005年），第253-255页
24. ↑  Eggenberger（1985年），第193页
25. ↑  Smith（1998年），第190页
26. ↑  Smith（1998年），第190-192页
27. ↑  Chandler（1979年），第201页

## 外部連結
- Ludwig Baillet de Latour-Merlemont by Digby Smith, compiled by Leopold Kudrna
- Graf Baillet de Latour-Merlemont in German by Jens-Florian Ebert
- 维基共享资源上的相關多媒體資源：霍恩林登戰役